# North American F-86 Sabre
Pour les articles homonymes, voir Sabre (homonymie).
 (avril 2019).
Le North American F-86 Sabre est le premier avion de chasse à réaction et ailes en flèche conçu et construit par la société américaine North American, juste après la Seconde Guerre mondiale. Construit à plusieurs milliers d'exemplaires, cet appareil a été utilisé par une trentaine de pays. Son affrontement avec le MiG-15 pendant la guerre de Corée est un épisode notoire de l'histoire du combat aérien.

## Histoire
À la fin de l'année 1944, North American avait commencé à travailler sur un projet destiné à fournir un chasseur à réaction à la marine américaine, qui allait donner naissance au FJ-1 Fury. Lorsque l'USAF émit à son tour un appel d'offres pour un chasseur de jour capable d'atteindre 965 km/h, la compagnie proposa une réponse basée sur le même projet. Les premiers tests en soufflerie montrèrent cependant que ses ailes droites empêchaient le XF-86 d'atteindre la vitesse prévue. Les travaux menés par les Allemands pendant la Seconde Guerre mondiale commençaient tout juste à être diffusés aux États-Unis, ce qui permit aux ingénieurs de redessiner complètement l'aile en lui donnant une flèche de 35 degrés.

Le premier vol du XF-86 avec ses nouvelles ailes n'eut lieu que le 1er octobre 1947. Il atteignait sans difficulté 1 045 km/h, ce qui en faisait l'avion le plus rapide de l'époque. Après quelques changements mineurs, principalement un réacteur plus puissant, la livraison des avions de série commença en 1948. Presque aussitôt, North American commença à travailler sur une version « tout temps » équipée d'un radar, au-dessus de la prise d'air frontale, d'un réacteur avec postcombustion et de 24 roquettes dans un système rétractable sous le fuselage. Nommée F-86D, cette version commença à être livrée en 1951 malgré une mise au point difficile du système de tir. Cette version rencontra également des problèmes de réacteur, qui ne furent jamais totalement résolus et causèrent la perte de nombreux appareils. 
Pour la version F-86E, dotée de commandes hydrauliques et d'un gouvernail de profondeur monobloc améliorant la maniabilité, l'ingénieur en chef du programme était Fred Prill. 

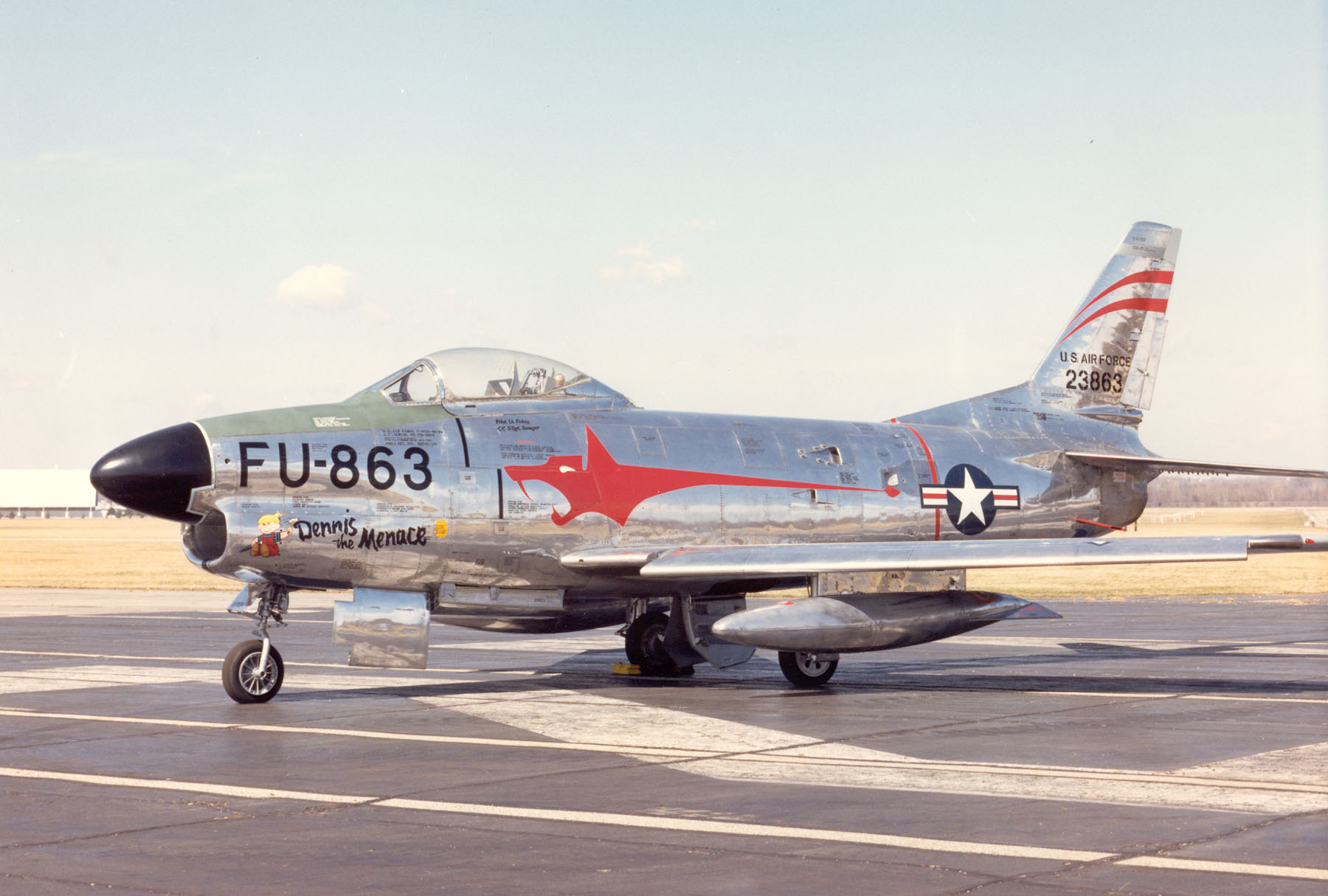
Photo d'un F-86D Dog Sabre, montrant le nez spécifique et le système lance-roquettes (juste derrière la trappe du train avant)

La version produite en plus grande quantité fut le F-86F, livré à partir du printemps 1952. Au départ, il s'agissait simplement d'un F-86E avec un réacteur environ 14 % plus puissant, permettant d'améliorer les performances : sa vitesse maximale de 1 105 km/h et son plafond de plus de 17 000 m changeaient la donne face aux MiG-15. L'été de la même année, une nouvelle aile (nommée "6-3") un peu plus grande et de flèche légèrement plus prononcée fut essayée, et montra un gain important en manœuvrabilité en haute altitude. L'adoption de cette aile eut un effet immédiat sur le taux de victoire des Sabre sur les MiG. Une dernière série de F-86F fut équipée d'un calculateur de bombardement afin de pouvoir larguer la bombe atomique Mark 12.
En 1953, l'adoption d'un réacteur nettement plus puissant (70 % de plus que celui du F-86A) permit de réaliser la version chasseur-bombardier F-86H. Plus grande et plus lourde que les versions précédentes, elle permettait d'emporter une charge suffisante sans trop d'impact sur les performances. Cette version fut suivie du F-86K (un F-86D simplifié destiné à l'export, également construit sous licence en Italie) et du F-86L, équipé de l'électronique nécessaire pour son intégration au système de défense Semi-Automatic Ground Environment (SAGE).
Le Canada commença à construire le Sabre sous licence à partir de 1950, l'améliorant peu à peu jusqu'à produire ses propres versions et à les exporter. Au total, 1 815 avions ont été construits par Canadair. Une version spécifique du Sabre, le CAC Sabre, a aussi été construite sous licence par le Commonwealth Aircraft Corporation pour l'Australie à partir de 1954, représentant une centaine d'exemplaires : fuselage allongé pour y intégrer le même réacteur Rolls-Royce Avon que leurs English Electric Canberra, soit un gain de puissance de 50 % par rapport aux moteurs d'origine, se traduisant par un faible gain en vitesse de pointe, mais améliorant grandement l'accélération et la vitesse ascensionnelle. Enfin, le Japon fait assemblé par Mitsubishi 300 exemplaires de F-86F pour ses propres besoins entre 1956 et 1961. La production totale du Sabre, toutes versions confondues, fut de 8 740 exemplaires, auxquels on peut ajouter les 1 120 exemplaires du FJ Fury.

## Engagements

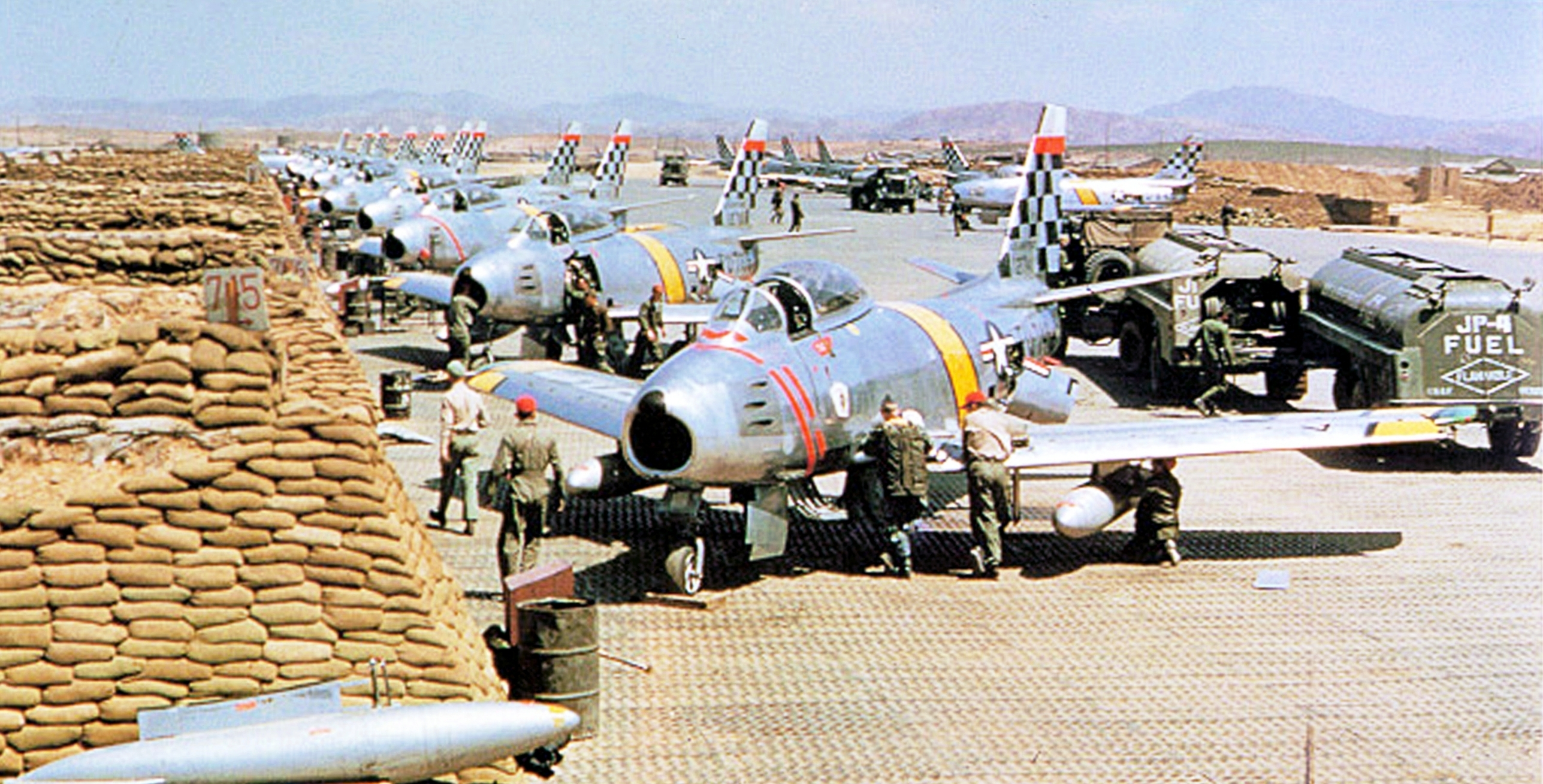
North American F-86 Sabre du 51st Fighter Interceptor Wing Checkertails de l'U.S.A.F., durant la guerre de Corée à Suwon Air Base

Pendant la guerre de Corée, le Sabre était le seul chasseur suffisamment performant et manœuvrable face aux MiG-15 du camp adverse. Toutefois, les MiG affichaient de meilleures performances en matière de vitesse ascensionnelle et à haute altitude, et disposaient d'un armement plus lourd. L'entraînement des pilotes américains était en revanche nettement supérieur, même si un certain nombre de pilotes de MiG étaient d'anciens pilotes de chasse soviétiques expérimentés ayant participé à la Seconde Guerre mondiale. Le nombre exact de victoires est inconnu, chaque camp citant des chiffres différents. Ainsi, les Américains déclarent environ 800 victoires sur les MiG-15 pour une centaine de Sabre perdus en mission. De leur côté, les soviétiques ont déclaré avoir perdu 345 avions (ce chiffre ne prenant pas en compte les pertes chinoises et nord-coréennes) et proclament un taux de victoires de 2 contre 1 en leur faveur[réf. nécessaire]. Le bilan des combats aériens entre MiG-15 et Sabre a été évalué en 2013 à 100 Sabre abattus contre 566 MiG-15, le ratio étant de 1,4 MiG-15 abattu contre un Sabre lorsque ces premiers étaient pilotés par des pilotes soviétiques expérimentés.
En 1958, plusieurs combats aériens ont opposé les Sabre de la Chine nationaliste aux MiG-15 de la Chine communiste durant la seconde crise du détroit de Taïwan. On vit d'ailleurs à cette occasion la première victoire obtenue par un missile air-air, lorsqu'un AIM-9 Sidewinder tiré par un F-86 Sabre de la Force aérienne de la République de Chine abattit un MiG-15 de l'Armée populaire de libération le 24 septembre 1958.
Le Pakistan a engagé ses Sabre lors des conflits avec l'Inde en 1965 et 1971.
L'Argentine a utilisé ses Sabre pour contrer un coup d'État en 1962.
Le Portugal a engagé ses Sabre de 1961 à 1964, pendant la guerre d'indépendance de la Guinée-Bissau.

## Records
Le Sabre a établi plusieurs records de vitesse :
- 1 079 km/h le 15 septembre 1948 par un F-86A
- 1 123 km/h sur un circuit de 3 km, le 18 novembre 1952 par un F-86D
- 1 151 km/h sur un circuit de 3 km, le 16 juillet 1953 par un F-86D
- 1 044 km/h sur un circuit de 500 km, en septembre 1954 par un F-86H
- 1 114 km/h sur un circuit de 100 km, en septembre 1954 par un F-86H

## Variantes

### North American Sabre

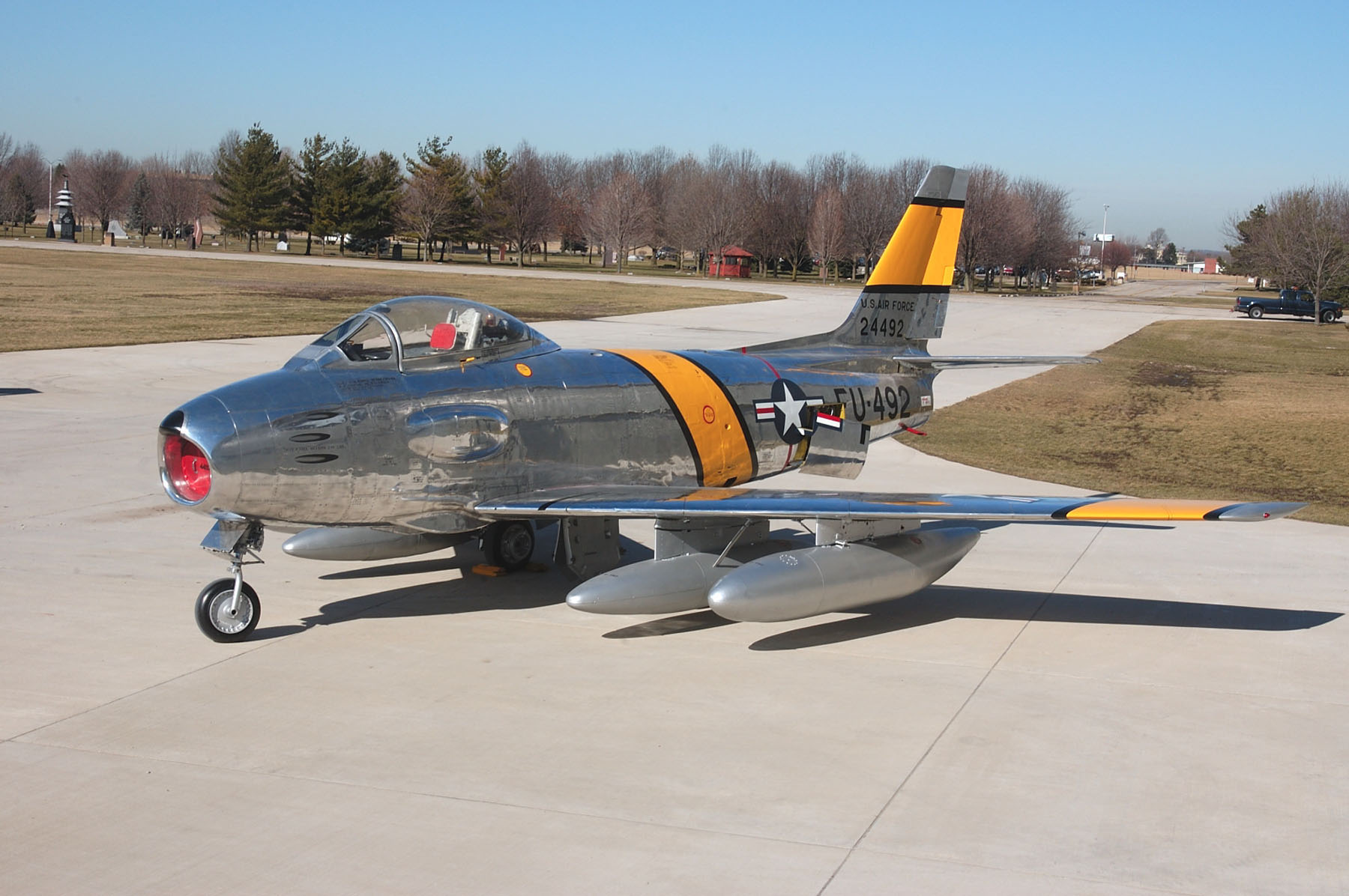
Un RF-86F américain. Les bosses sur le fuselage correspondent aux endroits où sont installées les caméras. Les sorties de mitrailleuses sur le nez sont factices.

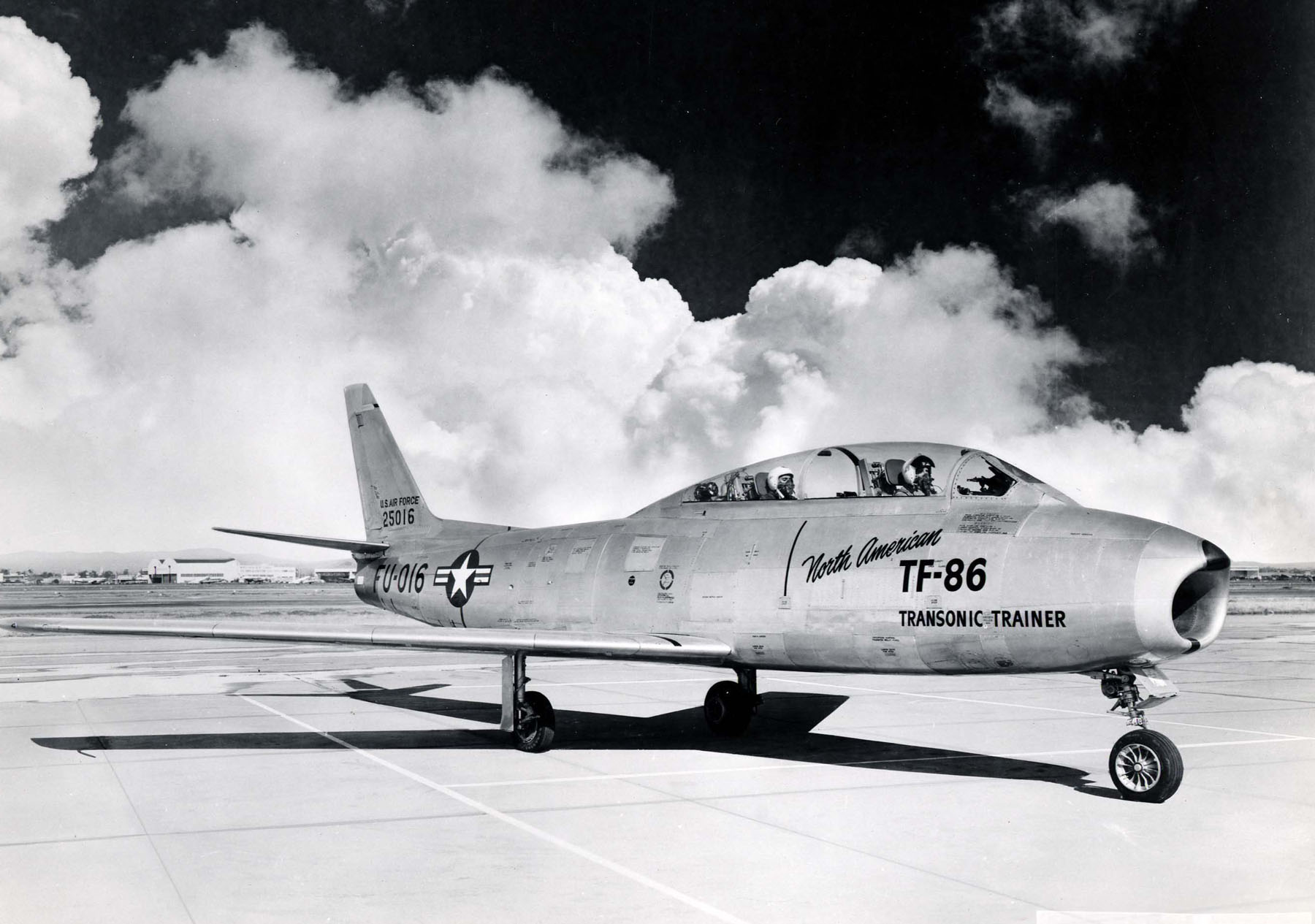
TF-86F biplace

- YF-86 - Prototype avec réacteur General Electric J35-C-3 (18 kN)
- F-86A - première version de série avec moteur General Electric J47-GE-13 (23 kN)[4]
- RF-86A - une dizaine de F-86A équipés de caméras de reconnaissance
- F-86B - version pouvant utiliser des terrains sommaires (abandonnée)
- F-86C - première désignation du YF-93A (abandonné)
- F-86D - version équipée d'un radar AN/APG-36, avec un réacteur General Electric J47-GE-17 (24 kN) doté d'une postcombustion (33 kN) et de 24 roquettes en soute ventrale
- F-86E - F-86A avec commandes de vol hydrauliques et ailerons de profondeur monoblocs.
- F-86F - F-86E avec un réacteur General Electric J47-GE-27 plus puissant (27 kN) et une nouvelle aile
- RF-86F - quelques F-86F équipés de caméras de reconnaissance
- TF-86F - projet de version biplace d'entraînement (2 exemplaires seulement)
- F-86H - F-86F avec une dérive agrandie et un calculateur de bombardement
- F-86K - F-86D avec électronique simplifiée et 4 canons de 20 mm au lieu des roquettes, destiné à l'exportation
- F-86L - mise à niveau des F-86D pour intégration au système SAGE et la même aile que les derniers F-86F

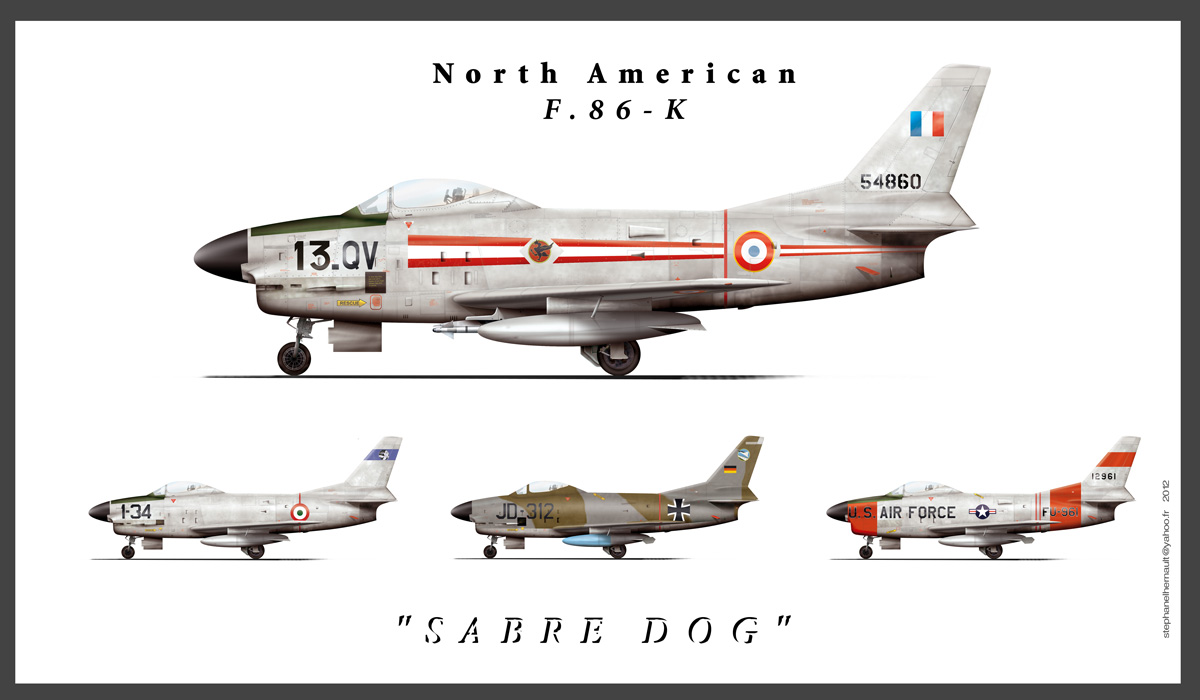
F-86K/L

### CAC Sabre

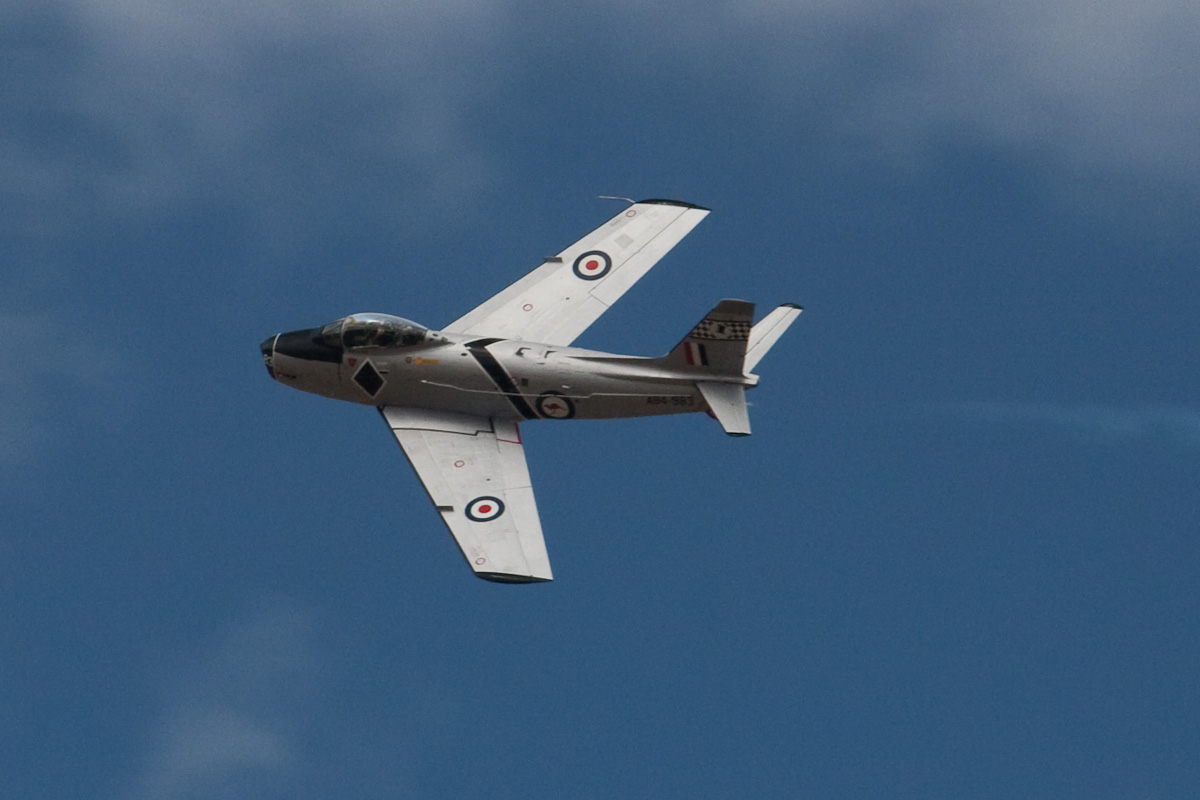
Un CAC CA-27 Sabre Mk.30 restauré en vol en 2010.

- CA-26 Sabre - Prototype, un de construit
- CA-27 Sabre Mk.30 - 20 avions avec un moteur Avon 20, équipés de lamelles sur les ailes
- CA-27 Sabre Mk.31 - Version similaire au Mk.30 sans lamelles sur les ailes, 30 construits puis mise au standard Mk.31 des Mk.30 restants.
- CA-27 Sabre Mk.32 - Dernière version de production, avec moteur Avon 26, des pylônes d'emports sous les ailes et une capacité en carburant accrue.

Un arbre de la famille des Sabres

### Canadair Sabre

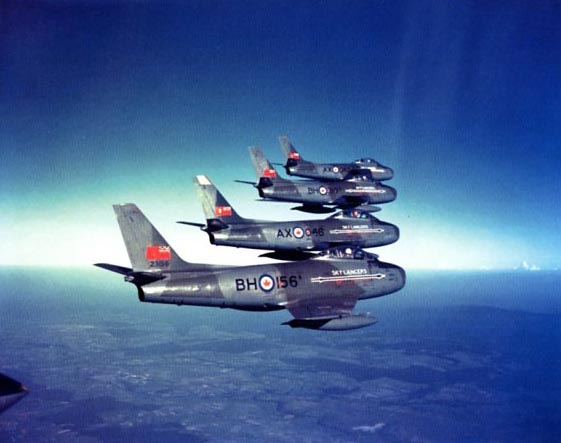
Quatre Canadair Sabre de la RCAF des Skylancers en 1955.

- Canadair CL-13A Sabre Mk.1 - Prototype, un de construit au standard F-86A
- Canadair CL-13A Sabre Mk.2 - Première version de production au standard F-86E, 350 de construits; dix à l'USAF, trois à la RAF et 287 à la RCAF
- Canadair CL-13A Sabre Mk.3 - Banc d'essai pour le nouveau moteur canadien Avro Canada TR.5 Orenda, un seul construit
- Canadair CL-13A Sabre Mk.4 - Version équipée d'un moteur General Electric, 438 construits; dix à la RCAF et 428 à la RAF
- Canadair CL-13B Sabre Mk.5 - Version au standard F-86F mais équipé du moteur de construction canadienne Orenda TR.5 Mk.10 de 2 950 kgp, 370 construits; tous à la RCAF, 75 passant plus tard à la Luftwaffe
- Canadair CL-13B Sabre Mk.6 - Dernière version de production canadienne, moteur Orenda TR.5 Mk.14 de 3 306 kgp, allégée et avec une flèche d'aile accentuée, 655 construits; 390 à la RCAF, 225 à la Luftwaffe, six à la Force aérienne colombienne et 34 à la Force aérienne sud-africaine

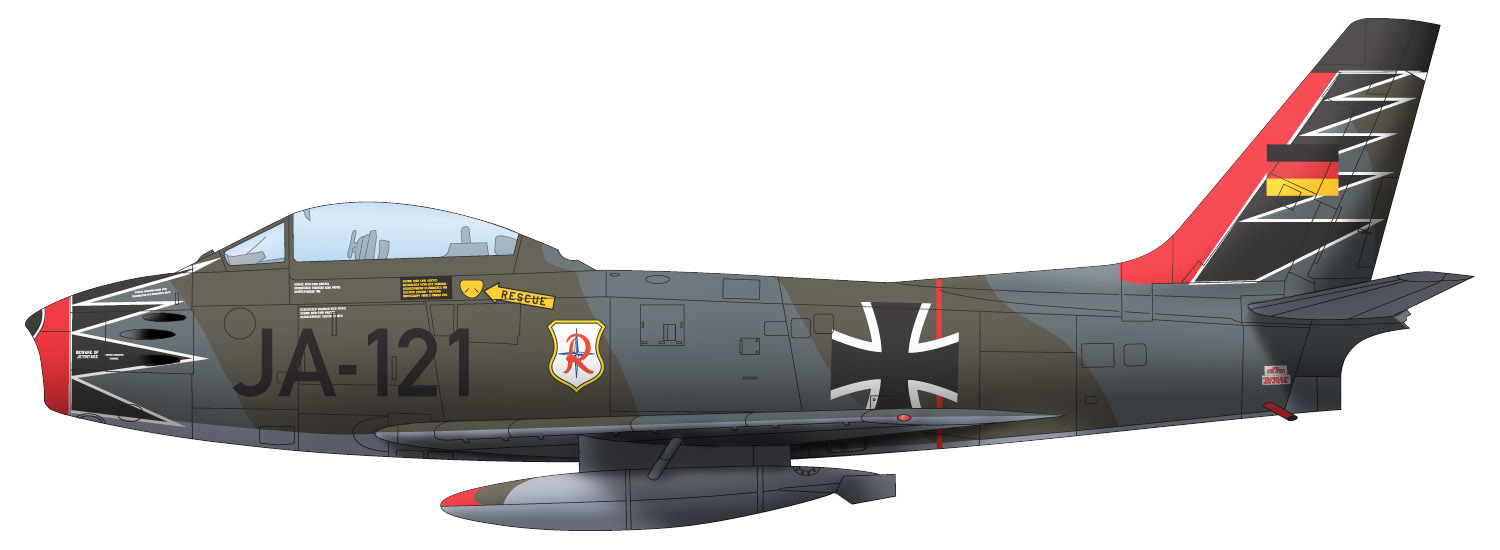
Canadair CL-13B Sabre Mk.6 aux couleurs de la Luftwaffe

## Utilisateurs
Le F-86 a été utilisé par de nombreux pays :
- Afrique du Sud
- Allemagne de l'Ouest
- Arabie saoudite
- Australie
- Argentine
- Bangladesh
- Bolivie
- Canada
- Colombie
- Corée du Sud
- Danemark
- Espagne
- États-Unis
- Éthiopie
- France
- Grèce
- Pays-Bas
- Indonésie
- Irak
- Iran
- Italie
- Japon
- Malaisie
- Norvège
- Pakistan
- Pérou
- Philippines
- Portugal
- Taïwan
- Thaïlande
- Turquie
- Tunisie
- Venezuela
- Yougoslavie

## Culture populaire

### Bande dessinée
- Le F-86 Sabre est l'un des nombreux appareils pilotés par Buck Danny et son équipe.

### Cinéma
- Le film américain Sabre Jet (en) le mettant en scène sort en 1953.
- Il apparait dans une dizaine de films de la licence japonaise Godzilla à partir de 1954[5]

### Jeux vidéo
- Le F-86 Sabre apparait à plusieurs reprises dans la saga de jeux vidéo Résistance.
- Le F-86 Sabre et certaines variantes sont jouables dans les jeux War Thunder et World Of Warplanes.
- le F-86F Sabre est un module du simulateur DCS World.

### Musique
- Le F-86 a inspiré la pochette du dixième album studio d’Eminem: « Kamikaze ».

### Développement lié
- North American FJ-1 Fury
- North American FJ-2/-3 Fury
- North American FJ-4 Fury
- North American F-86D Sabre
- North American YF-93
- North American F-100 Super Sabre
- North American Sabreliner

### Aéronefs comparables
- Dassault Mystère
- Focke-Wulf Ta 183
- FMA IAe 33 Pulqui II (en)
- Fuji T-1
- Grumman F-9 Cougar
- Hawker Hunter
- Lavochkin La-15
- Mikoyan-Gourevitch MiG-15
- Mikoyan-Gourevitch MiG-17
- Republic F-84F Thunderstreak
- Saab J 29 Tunnan

### Variantes
- CAC Sabre
- Canadair Sabre